# Chiquinho (calciatore 2000)
Chiquinho, pseudonimo di Francisco Jorge Tavares Oliveira (Cascais, 5 febbraio 2000), è un calciatore portoghese, attaccante dell'Alverca.

## Caratteristiche tecniche
È un'ala sinistra.

## Carriera

### Club

#### Gli inizi, Estoril Praia
Cresciuto nel settore giovanile dell'Estoril Praia, debutta in prima squadra il 18 gennaio 2020 in occasione dell'incontro di Segunda Liga vinto 1-0 contro l'Académica.

#### Wolverhampton
Il 17 gennaio 2022 si trasferisce al Wolverhampton.

### Nazionale
Ha giocato nelle nazionali giovanili portoghesi Under-20 ed Under-21.

## Statistiche

### Presenze e reti nei club
Statistiche aggiornate al 17 gennaio 2022.
| Stagione             | Squadra              | Campionato           | Campionato | Campionato | Coppe nazionali | Coppe nazionali | Coppe nazionali | Coppe continentali | Coppe continentali | Coppe continentali | Altre coppe | Altre coppe | Altre coppe | Totale | Totale |
| Stagione             | Squadra              | Comp                 | Pres       | Reti       | Comp            | Pres            | Reti            | Comp               | Pres               | Reti               | Comp        | Pres        | Reti        | Pres   | Reti   |
| -------------------- | -------------------- | -------------------- | ---------- | ---------- | --------------- | --------------- | --------------- | ------------------ | ------------------ | ------------------ | ----------- | ----------- | ----------- | ------ | ------ |
| 2019-2020            | Estoril Praia        | LdH                  | 8          | 1          | CP+CdL          | 0               | 0               |                    | -                  | -                  |             | -           | -           | 8      | 1      |
| 2020-2021            | Estoril Praia        | LdH                  | 13         | 0          | CP+CdL          | 1+1             | 1+0             |                    | -                  | -                  |             | -           | -           | 15     | 1      |
| 2021-gen. 2022       | Estoril Praia        | PL                   | 15         | 3          | CP+CdL          | 3+2             | 1+0             |                    | -                  | -                  |             | -           | -           | 20     | 4      |
| Totale Estoril Praia | Totale Estoril Praia | Totale Estoril Praia | 36         | 4          |                 | 7               | 2               |                    | -                  | -                  |             | -           | -           | 43     | 6      |
| gen.-giu. 2022       | Wolverhampton        | PL                   | 0          | 0          | FACup+CdL       | 0               | 0               | -                  | -                  | -                  | -           | -           | -           | 0      | 0      |
| Totale carriera      | Totale carriera      | Totale carriera      | 36         | 4          |                 | 7               | 2               |                    | -                  | -                  |             | -           | -           | 43     | 6      |